# Odintsovo
Cet article possède des paronymes, voir Odintsov et Odintsovite.
Odintsovo (en russe : Одинцово) est une ville de l'oblast de Moscou, en Russie, et le chef-lieu du raïon d'Odintsovo (en). C'est une ville de banlieue avec de nombreux espaces verts. En 2014, sa population s'élevait à 140 439 habitants.

## Géographie
Odintsovo est située à 6 km à l'ouest de Moscou dans la zone verte qui entoure la capitale, et c'est à ce titre un but d'excursion pour les Moscovites.

## Histoire
Le village d'Odintsovo est connu depuis 1627. Le village se développa à la fin du XIXe siècle grâce à la mise en service de la voie ferrée Moscou – Smolensk. La gare d'Odintsovo ouvrit en 1870 et la localité était à la fin du XIXe siècle un lieu de séjour prisé. À l'époque, plusieurs briqueteries étaient en activité à Odintsovo, employant comme matière première de l'argile extraite à proximité. Odintsovo accéda au statut de commune urbaine en 1939 puis à celui de ville en 1957.

## Population
Recensements (*) ou estimations de la population
| 1926* | 1939*  | 1959*  | 1970*  | 1979*   |
| ----- | ------ | ------ | ------ | ------- |
| 2 133 | 12 548 | 20 337 | 67 354 | 101 365 |

| 1989*   | 2002*   | 2010*   | 2013    | 2014    |
| ------- | ------- | ------- | ------- | ------- |
| 125 149 | 134 844 | 138 930 | 137 810 | 140 439 |

### Personnalités liées à Odintsovo
- Sergueï Golovkine (1959-1996), meurtrier en série qui a commis de nombreux meurtres d'adolescents dans la région ;
- Olga Budina (1975-), actrice née à Odintsovo.

## Illustrations

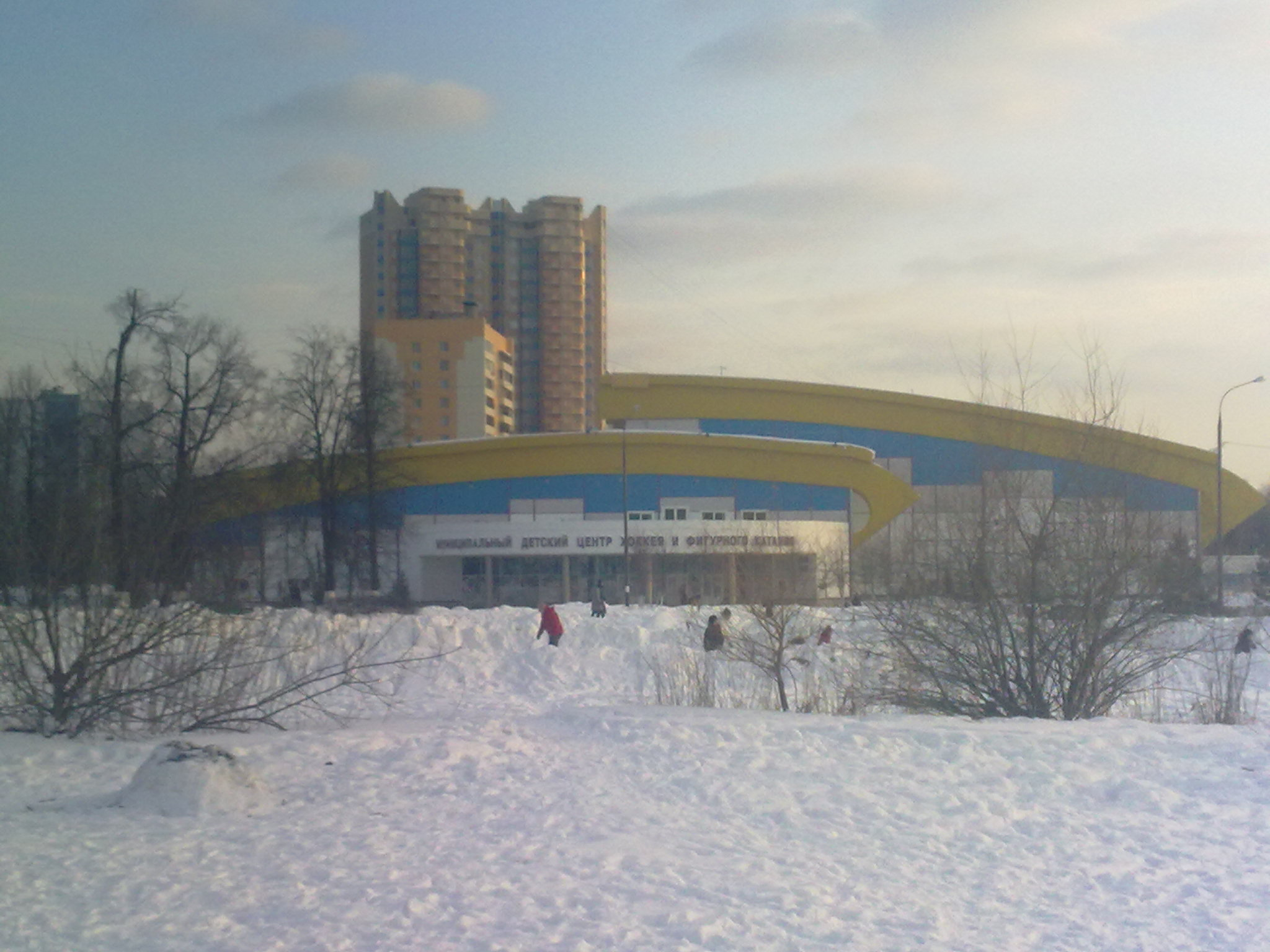
Le Palais de glace (patinoires et complexe sportif).
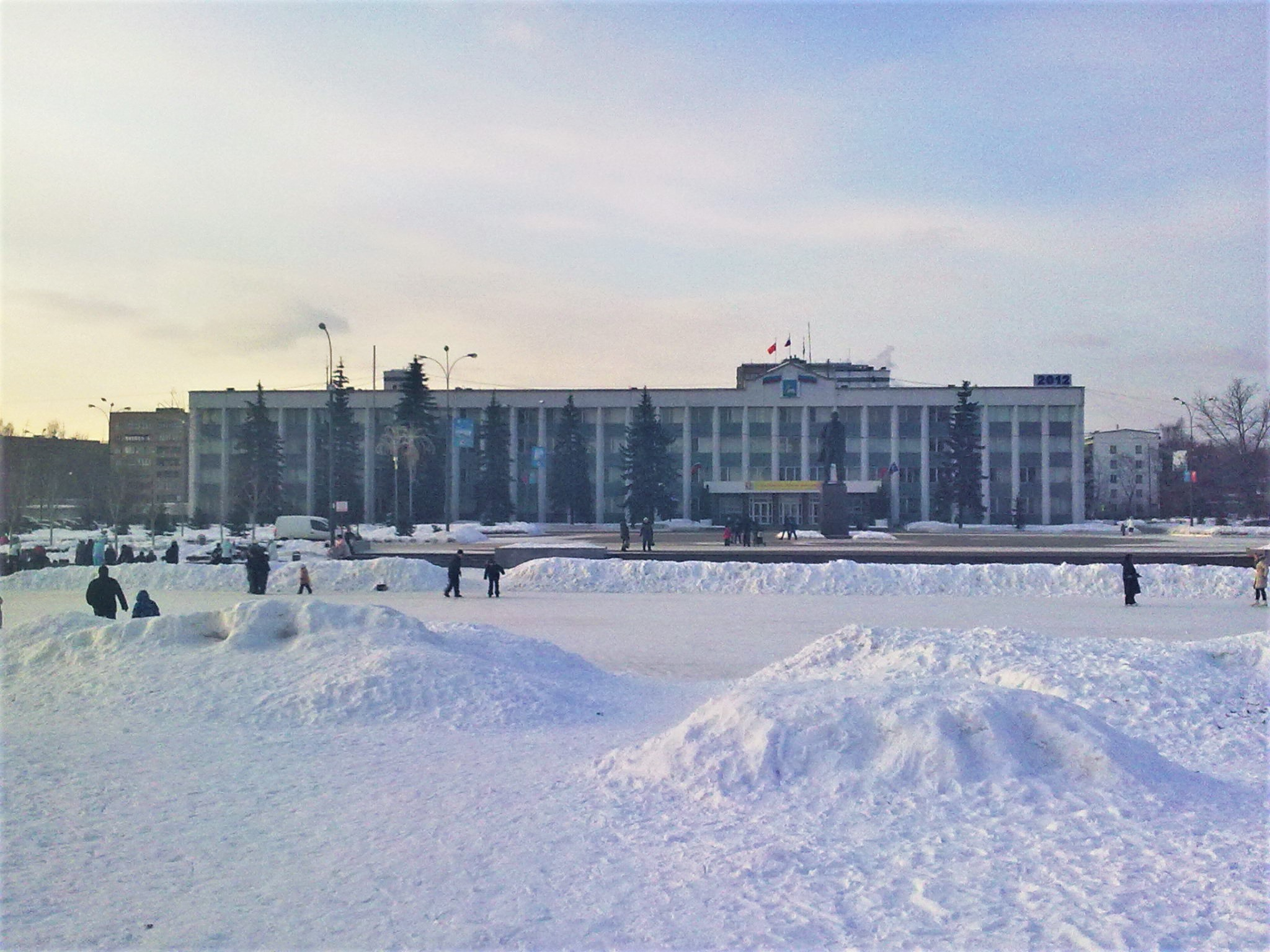
Le conseil municipal.
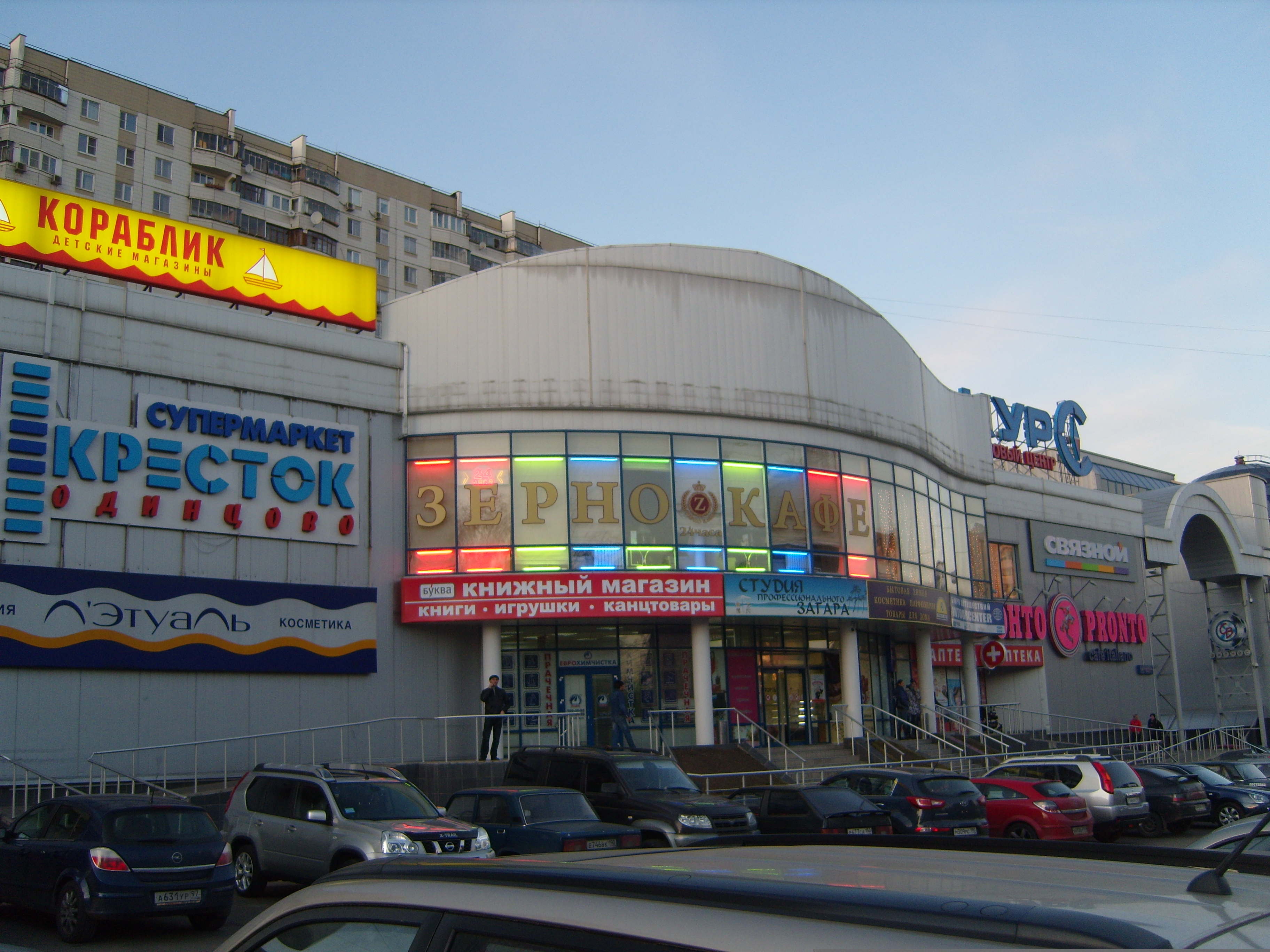
Le centre commercial Kours.
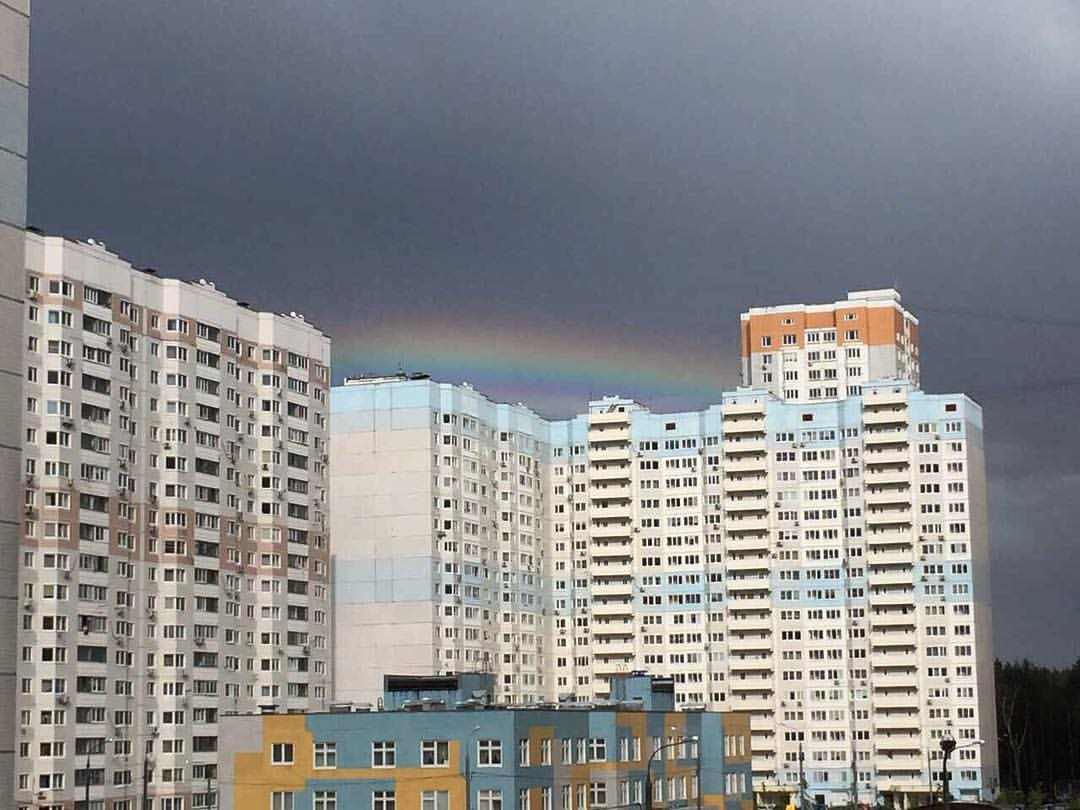
Complexe résidentiel à Odintsovo.